# Canthydrus nigerrimus
Canthydrus nigerrimus is een keversoort uit de familie diksprietwaterkevers (Noteridae). De wetenschappelijke naam van de soort werd in 1957 gepubliceerd door Joyce Omer-Cooper.